# Ardent (Automarke)
Ardent war eine französische Automarke.

## Unternehmensgeschichte
Das Unternehmen Caron et Cie aus Paris vermarktete zwischen 1900 und 1901 einige seiner Automobile unter dem Markennamen Ardent.

## Fahrzeuge
Das einzige Modell Victoriette 5 CV war mit einem luftgekühlten V2-Motor eigener Fertigung ausgestattet, der vorne im Fahrzeug montiert war und die Hinterräder antrieb. Das Getriebe verfügte über drei Gänge. Die Karosserieform Vis-à-vis bot Platz für vier Personen.